# Solidarité mécanique
La solidarité mécanique est une notion introduite par Émile Durkheim dans son ouvrage De la division du travail social (1893). Elle décrit un type de lien social caractéristique de la société traditionnelle, tandis que la solidarité organique se retrouve bien davantage dans les sociétés modernes.
- La solidarité mécanique (au sens d'artificielle, de créée par l'homme) résulte de la proximité. Les individus vivent ensemble dans des communautés. Le poids du groupe est très important (famille, travail). Ils partagent des valeurs très fortes : la conscience collective est élevée et aucun écart à la norme n'est toléré car, en remettant en cause la conscience collective, c'est la cohésion sociale dans son ensemble qui peut être mise en question.

Les individus sont similaires : il existe une solidarité par similitude.
- Les membres de la société sont peu spécialisés et peu différentiables par leurs fonctions ; il y a une très faible division du travail.